# 11月27日
11月27日（じゅういちがつにじゅうしちにち）は、グレゴリオ暦で年始から331日目（閏年では332日目）にあたり、年末まであと34日ある。

## できごと

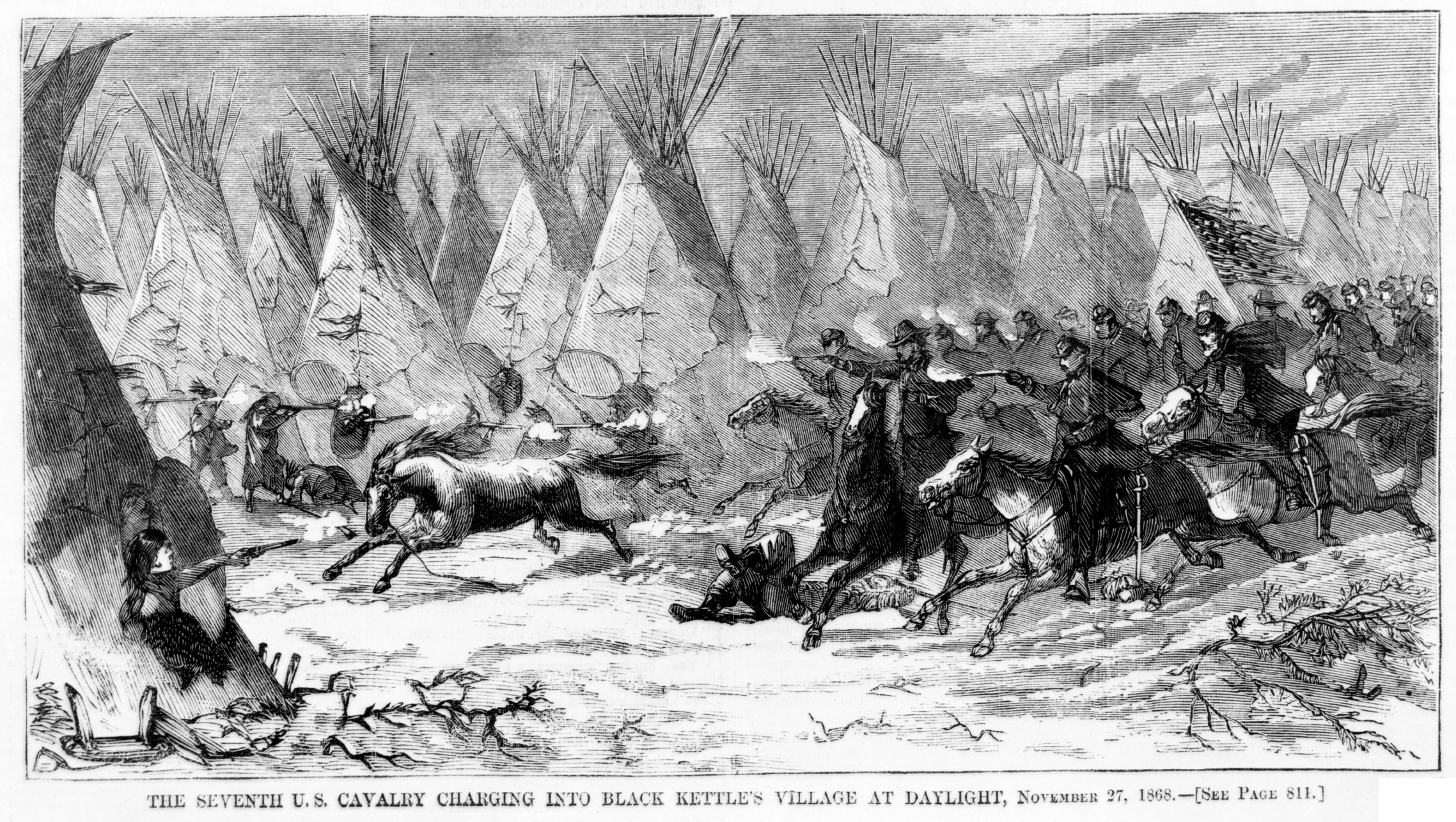
ジョージ・アームストロング・カスターの第7騎兵隊がシャイアン族野営地を襲撃(1868)

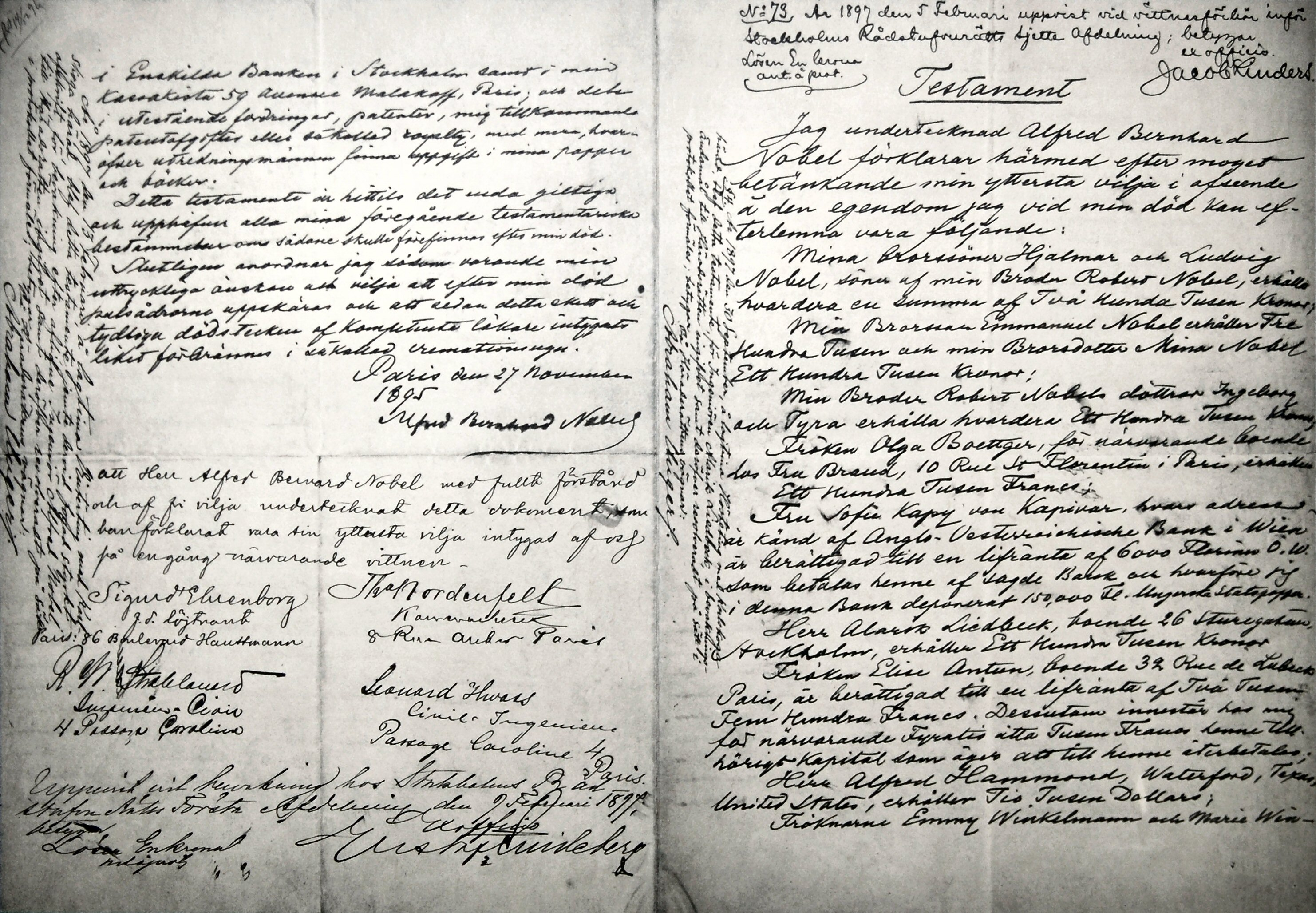
アルフレッド・ノーベルが遺言書に署名(1895)。翌年死去。

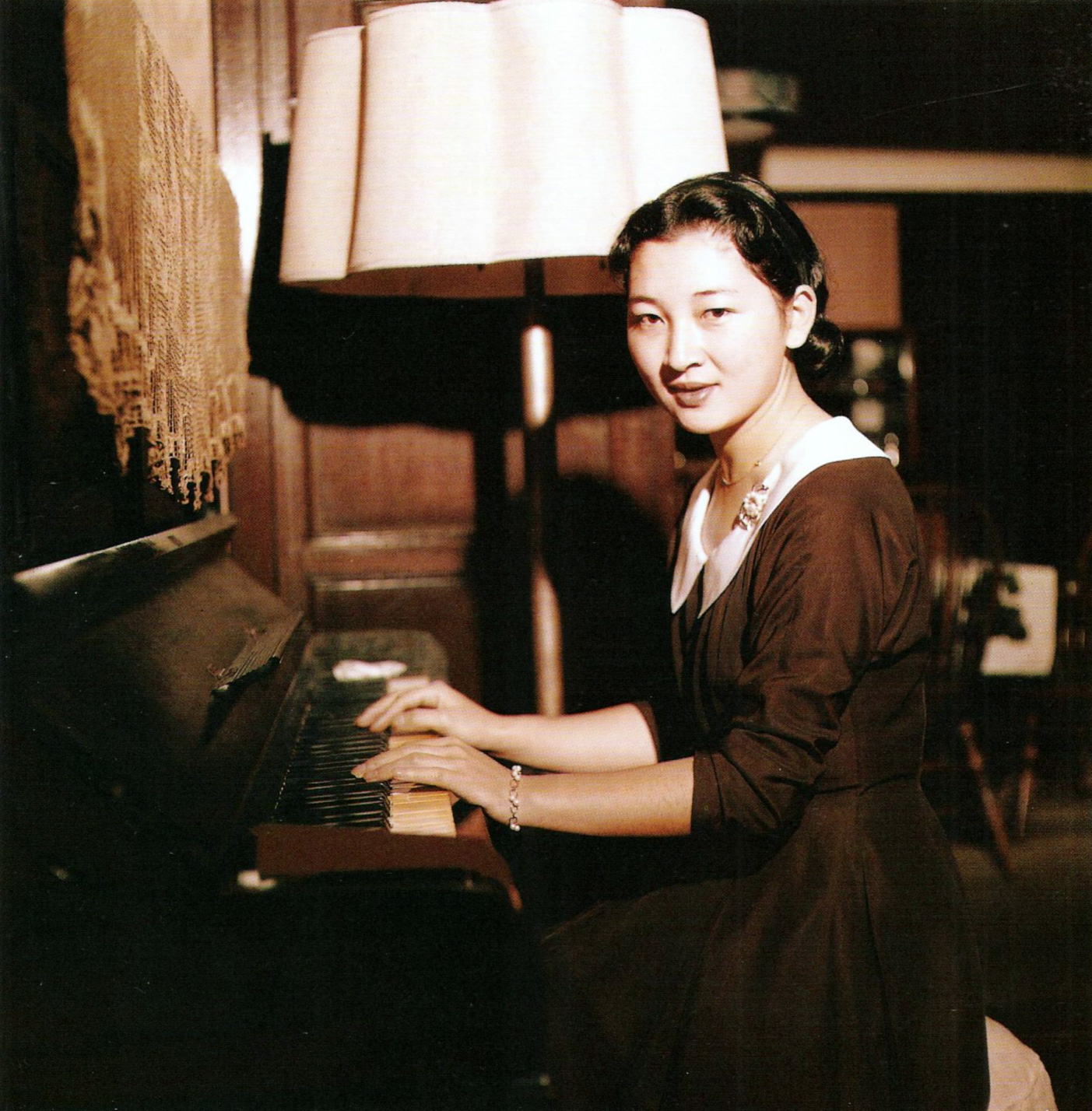
ミッチー・ブーム到来(1958)。婚約直後の正田美智子

- 1095年 - クレルモン教会会議の最終日に教皇ウルバヌス2世が第1回十字軍の実施を宣言。
- 1868年 - インディアン戦争: ウォシタ川の戦い
- 1895年 - アルフレッド・ノーベルがノーベル賞設立のもととなる遺言状に署名。
- 1896年 - リヒャルト・シュトラウスの交響詩『ツァラトゥストラはこう語った』がフランクフルトで初演[1]。
- 1919年 - 連合国とブルガリアが第一次世界大戦の講和条約「ヌイイ条約」に調印。
- 1931年 - 中華ソビエト共和国臨時政府（瑞金政府）樹立。
- 1934年 - 国有鉄道、陸海軍に入営する現役兵に対し運賃を5割引きとする。
- 1939年 - 岡山市役所本庁舎（木造2階建て）が火災に遭い全焼。後日、放火容疑で学校用務員が逮捕[2]。
- 1940年 - 第二次世界大戦: スパルティヴェント岬沖海戦。
- 1942年 - 第二次世界大戦: トゥーロン停泊中のヴィシー政権海軍各艦艇がナチス・ドイツによる接収を避けるため自沈（トゥーロン港自沈）。
- 1947年 - 新潟県高田市の精神病院で火災が発生。死者20人[3]。
- 1947年 - 鳥取県に昭和天皇の戦後巡幸。鳥取駅で奉迎者によるなだれ事故が発生して死傷者が発生[4]。
- 1949年 - 長崎県大島町の松島炭鉱（大島第2坑）でガス爆発が発生。死者7人、負傷者46人[5]。
- 1952年 - 池田勇人通産相が衆議院で「中小企業の倒産・自殺もやむを得ない」と発言。翌日、不信任案が提出・可決され、29日に池田が通産相を辞任。
- 1953年 - 釜山駅近辺の避難民バラックから出火、釜山駅などを全焼（釜山大火）。
- 1958年 - 宮内庁が皇太子・明仁親王と正田美智子の婚約を発表。ミッチー・ブームが始まる。
- 1959年 - オムロン、近畿日本鉄道、阪急電鉄、大阪大学がアメリカ電気電子学会の「マイルストーン賞」を受賞。
- 1959年 - 近鉄名古屋線・鈴鹿線の狭軌から標準軌への全面改軌が完成すると共に、養老線などを含めて全線復旧。
- 1959年 - 日本労働組合総評議会系の組合員3万人と全日本学生自治会総連合の学生2万人が日米安保条約阻止全国統一行動デモを開催。このうち2万人の学生らが国会議事堂に突入した。この際、警官と学生双方に28人の重傷者、730人の軽傷者が出た[6]。
- 1961年 - 公明政治連盟（後の公明党）が発足。
- 1966年 - 福岡で第1回国際マラソン選手権（後の福岡国際マラソン）が開催。
- 1971年 - ソ連の火星探査機「マルス2号」が火星に到達。
- 1973年 - インド、ムンバイの病院で女性看護師アルナ・シャンバグがレイプの被害に遭い、植物状態になる。看護師は以後41年半意識を取り戻さないまま、2015年5月18日に死去した。
- 1982年 - 中曽根康弘内閣発足。
- 1986年 - 日本共産党幹部宅盗聴事件が発覚。
- 1994年 - 愛知県西尾市中学生いじめ自殺事件が起こる。
- 1998年 - 多摩都市モノレール線立川北駅〜上北台駅間が開業。
- 1998年 - セガが家庭用ゲーム機「ドリームキャスト」を発売。
- 2005年 - フランスで世界初の顔面移植手術。
- 2006年 - ジョゼフ・カビラがコンゴ民主共和国の大統領に選出される。
- 2009年 - ロシア、トヴェリ州ボロゴエ付近で列車脱線事故、26人死亡[7]。
- 2011年 - 大阪府知事と大阪市長の2選挙が、40年ぶりに同日投開票[8]。大阪府知事から大阪市長に転身を図った橋下徹が現職の平松邦夫を破り、橋下の辞職に伴う府知事選でも大阪維新の会幹事長の松井一郎が当選した[9]。
- 2018年 - （日本時間）NASAの火星探査機インサイトが火星に着陸[10]。
- 2019年 - 香港政府に抗議するデモ隊が香港理工大学に立て籠ってきた問題で、大学側が立て籠る人物は見つからなかったと発表。警察が事実上デモ隊を制圧した[11]。
- 2024年 - イスラエルとレバノンの両政府がイスラエルとイスラム教シーア派組織ヒズボラとの戦闘をめぐってアメリカ政府の停戦案を承認し、現地時間の午前4時に停戦する。

## 誕生日

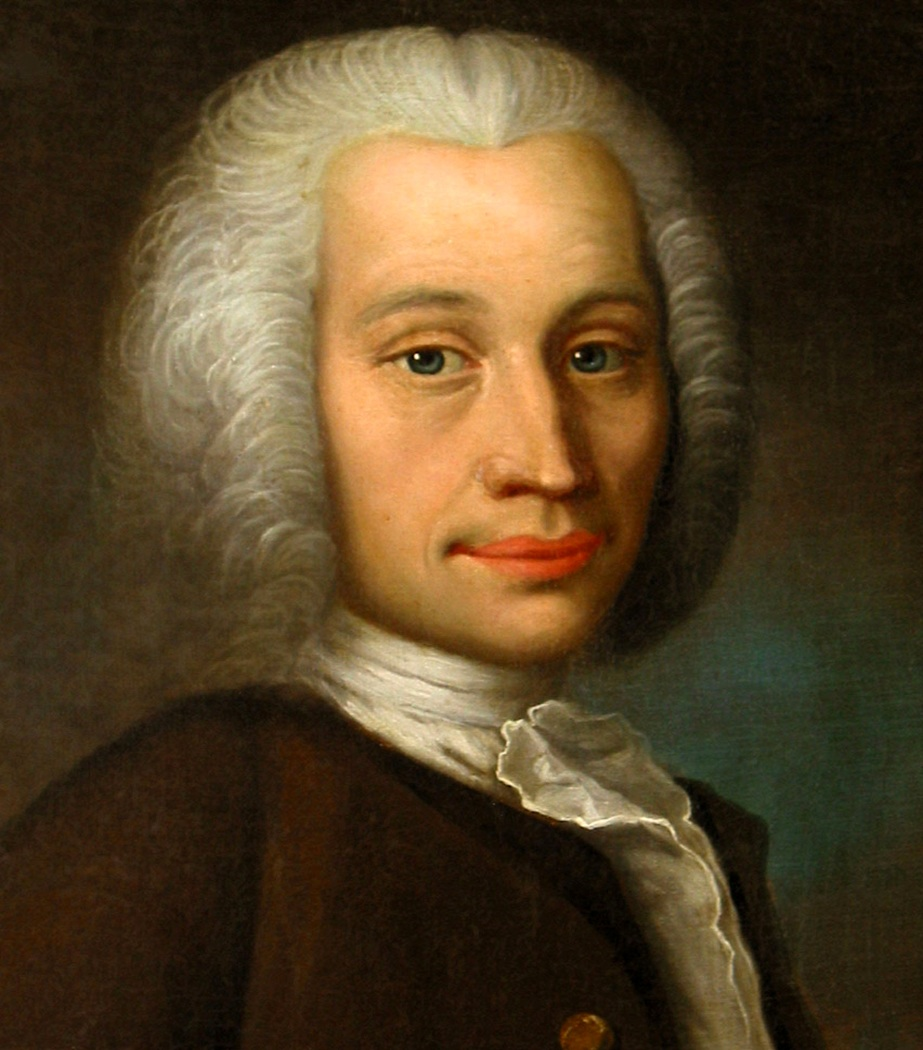
セルシウス度(摂氏温度、°C）を考案したスウェーデンの天文学者、アンデルス・セルシウス(1701-1751)誕生

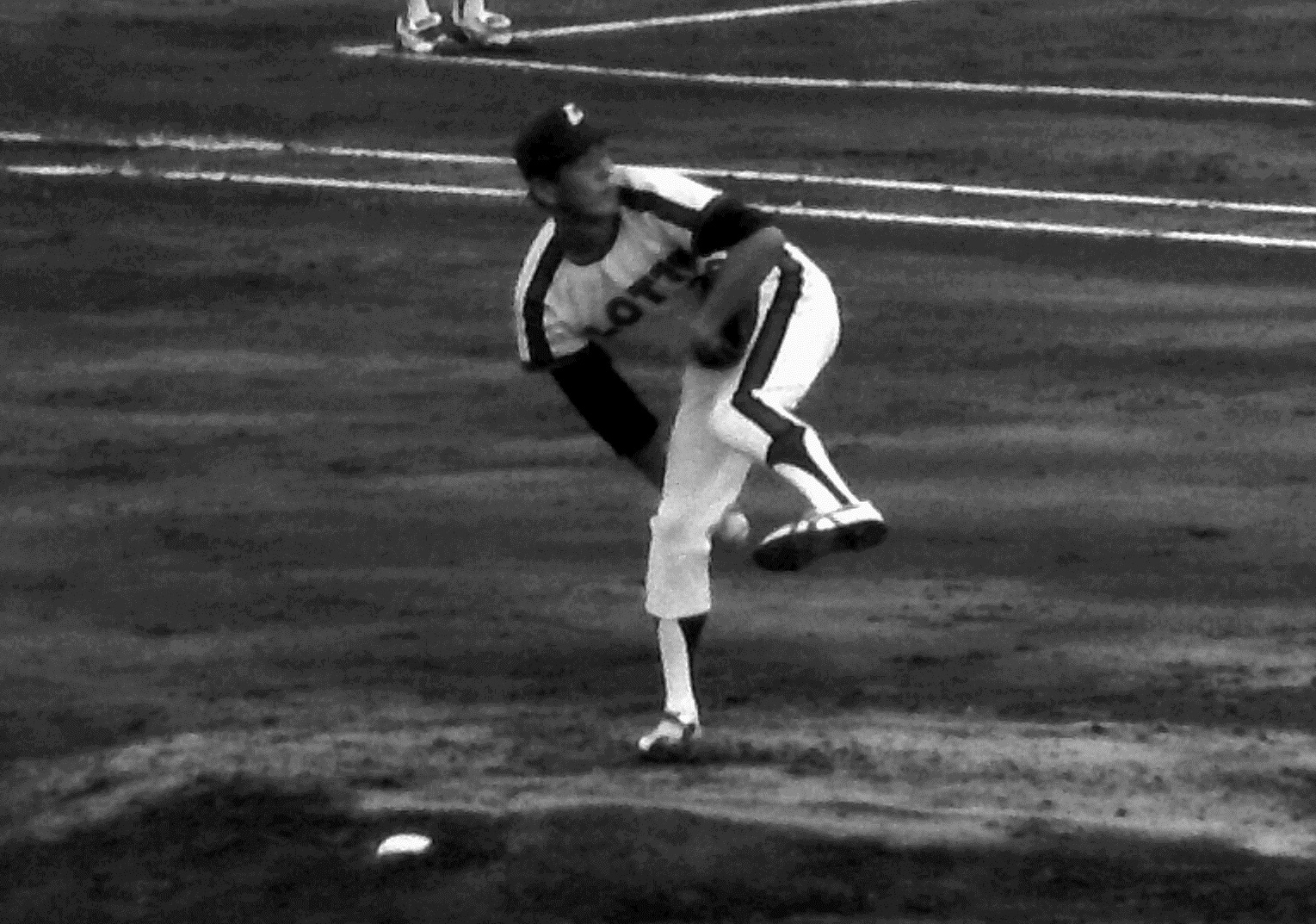
村田兆治(1949-2022)誕生

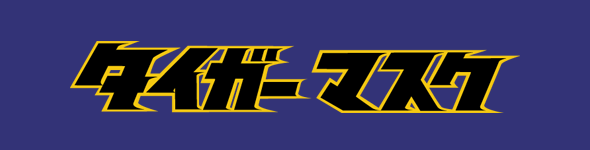
初代タイガーマスク佐山聡(1957-)誕生

- 1684年（貞享元年10月21日）- 徳川吉宗、江戸幕府第8代将軍（+ 1751年）
- 1701年 - アンデルス・セルシウス、物理学者、セルシウス度考案（+ 1744年）
- 1731年 - ガエターノ・プニャーニ、ヴァイオリニスト、作曲家（+ 1798年）
- 1876年 - ヴィクトル・カプラン、カプラン水車開発者として知られる技術者（+ 1934年）
- 1876年 - 真崎甚三郎、陸軍軍人（+ 1956年）
- 1878年 - チャールズ・ドボラク、陸上競技選手（+ 1969年）
- 1886年 - 藤田嗣治、画家（+ 1968年）
- 1887年 - 本間雅晴、陸軍軍人（+ 1946年）
- 1890年 - 豊島与志雄、小説家、翻訳家（+ 1955年）
- 1894年 - 松下幸之助、実業家、パナソニック創業者（+ 1989年）
- 1905年 - 嵯峨根遼吉、物理学者（+ 1969年）
- 1905年 - 郡司次郎正、小説家、作詞家（+ 1973年）
- 1905年 - 奥野基芳、将棋棋士（+ 1985年）
- 1908年 - 今里広記、実業家、財界人（+ 1985年）
- 1909年 - ジェームズ・エイジー、作家、ジャーナリスト、映画批評家（+ 1955年）
- 1916年 - 岡本利之、元プロ野球選手（+ 1969年）
- 1921年 - アレクサンデル・ドゥプチェク、政治家（+ 1992年）
- 1928年 - 斎藤宏、元プロ野球選手
- 1932年 - ベニグノ・アキノ、フィリピン上院議員（+ 1983年）
- 1935年 - アル・ジャクソン (Al Jackson, Jr.)、ドラマー（ブッカー・T&ザ・MG's）（+ 1975年）
- 1935年 - ルーキー新一、コメディアン（+ 1980年）
- 1936年 - 村田康一、元プロ野球選手、元審判
- 1940年 - ブルース・リー、俳優、武道家、截拳道の創始者（+ 1973年）
- 1941年 - 久保祥次、元プロ野球選手
- 1941年 - エメ・ジャケ、元サッカー選手、指導者
- 1942年 - ジミ・ヘンドリックス、ギタリスト（+ 1970年）
- 1943年 - 小林哲也、実業家、近鉄グループホールディングス会長、近畿日本鉄道会長、15代社長
- 1943年 - 白仁天、元プロ野球選手
- 1945年 - 川内八洲男、元プロ野球選手（+ 2014年）
- 1945年 - ランディ・ブレッカー、ジャズ・トランペット奏者
- 1946年 - 立原あゆみ、漫画家
- 1947年 - 立ともみ、女優、元宝塚歌劇団専科・月組組長
- 1949年 - 村田兆治、元プロ野球選手（+ 2022年）
- 1949年 - 関谷正徳、レーサー
- 1950年 - 真木ひでと、歌手
- 1950年 - グラン浜田、元プロレスラー（+ 2025年）
- 1950年 - 岩合光昭、写真家
- 1951年 - ヒロ寺平、ラジオDJ
- 1953年 - 金沢碧、女優
- 1953年 - ライル・メイズ、ジャズピアニスト（パット・メセニー・グループ）（+ 2020年）
- 1954年 - 菅賢治、テレビプロデューサー
- 1955年 - 菅沼栄一郎、朝日新聞記者
- 1956年 - ウィリアム・フィクナー、俳優
- 1957年 - 石原恒和、ゲームクリエイター
- 1957年 - キャロライン・ケネディ、弁護士、第29代駐日大使
- 1957年 - 中井貴惠、女優、エッセイスト
- 1957年 - 佐山聡、プロレスラー
- 1958年 - 小室哲哉、ミュージシャン、音楽プロデューサー（TM NETWORK）
- 1958年 - マイク・ソーシア、元プロ野球選手、監督
- 1959年 - ヴィクトリア・ムローヴァ、ヴァイオリニスト
- 1959年 - 大西雅也、アニメーター、キャラクターデザイナー
- 1959年 - チャーリー・バーチル、ミュージシャン
- 1960年 - 秋山真人、超能力研究家
- 1960年 - ユーリヤ・ティモシェンコ、ウクライナ首相
- 1960年 - マリア・シュナイダー、作曲家、編曲家
- 1960年 - ステファン・フレイス、俳優
- 1961年 - 金秀吉、映画監督、脚本家
- 1962年 - 白石まるみ、女優、タレント
- 1962年 - 沢田和美、モデル、女優
- 1964年 - ロベルト・マンチーニ、元サッカー選手、指導者
- 1964年 - 杉田かおる、女優、タレント
- 1964年 - 二村ヒトシ、AV監督
- 1965年 - ジャッキー・テラソン、ピアニスト、作曲家
- 1968年 - 濱田智之、作詞家、作曲家
- 1969年 - チン・ハン、俳優
- 1970年 - セイン・カミュ、タレント
- 1970年 - ヤン・ジョンファ、声優
- 1971年 - 小野妃香里、女優
- 1973年 - 浅野忠信、俳優
- 1973年 - 片桐仁、お笑い芸人、俳優（ラーメンズ）
- 1973年 - トゥイスタ、ラッパー
- 1973年 - 西寺郷太、ミュージシャン
- 1973年 - シャールト・コプリー、俳優
- 1973年 - ジェイソン・ベバリン、元プロ野球選手
- 1974年 - ケニー・レイ、プロ野球選手
- 1974年 - 永積タカシ、ミュージシャン（ハナレグミ、元SUPER BUTTER DOG）
- 1975年 - 安藤武博、ゲームクリエイター
- 1977年 - ラウル・バルデス、プロ野球選手
- 1978年 - ジミー・ロリンズ、元プロ野球選手
- 1978年 - ジョシュ・ブルー、コメディアン
- 1979年 - 岩ちゃん、お笑い芸人
- 1979年 - 小野智子、元女優
- 1979年 - 曾豪駒、元プロ野球選手
- 1979年 - ヒラリー・ハーン、ヴァイオリニスト
- 1979年 - ブレンダン・ヘイウッド、プロバスケットボール選手
- 1979年 - テーム・タイニオ、元サッカー選手
- 1979年 - 秋葉啓太、元陸上競技選手
- 1981年 - 江川有未、元女優、元タレント
- 1981年 - ナターシャ・ワトリー、ソフトボール選手
- 1982年 - アレクサンドル・ケルジャコフ、元サッカー選手
- 1982年 - 田中達也、サッカー選手
- 1982年 - ダヴィド・ベリオン、元サッカー選手
- 1984年 - 尼川元気、ミュージシャン（flumpool）
- 1984年 - 橘田いずみ、声優
- 1984年 - 山川智也、ラジオパーソナリティ
- 1984年 - 吉安邦英、元お笑い芸人（元メルヘン倶楽部）
- 1985年 - 安西あき、AV女優
- 1985年 - 杉谷遥果、シンガーソングライター
- 1985年 - アリソン・ピル、女優
- 1986年 - 橘未来、元グラビアアイドル
- 1986年 - 長野美郷、タレント、お天気キャスター
- 1987年 - 芳賀優里亜、女優、ファッションモデル
- 1987年 - 上野あいみ、お笑い芸人（元すっとんきょ）
- 1987年 - ティアラ、ファッションモデル
- 1987年 - 松井淳、元プロ野球選手
- 1989年 - 植松優友、元プロ野球選手
- 1989年 - 中井大介、元プロ野球選手
- 1989年 - フレディ・シアーズ、サッカー選手
- 1989年 - ラブリ、ファッションモデル、タレント
- 1990年 - 飯田優也、元プロ野球選手
- 1990年 - 宮﨑駿、元プロ野球選手
- 1990年 - 栗原みさ、グラビアアイドル
- 1990年 - 大迫希、サッカー選手
- 1992年 - チャンヨル 、歌手（EXO）
- 1993年 - 阿部亮平、アイドル（Snow Man）
- 1993年 - オーブリー・ピープルズ、女優
- 1995年 - 細田あい、陸上選手
- 1996年 - 中尾暢樹、俳優（D-BOYS）
- 1997年 - 松島聡[12]、アイドル、歌手（timelesz）
- 1998年 - 城恵理子、タレント、元アイドル（元NMB48）
- 1998年 - 五十幡亮汰、プロ野球選手
- 1998年 - 中本栞菜、気象予報士
- 1998年 - ポリーナ・ヴィスニエフスカ、総合格闘家
- 2001年 - 時天嵐信男、大相撲力士
- 2004年 - 中島怜、歌手
- 2005年 - 清水恵子、アイドル（ME:I）
- 2009年 - 堰沢結愛、女優
- 生年不詳 - 小栗さくら、タレント、声優
- 生年不詳 - 日向葵、声優

## 忌日

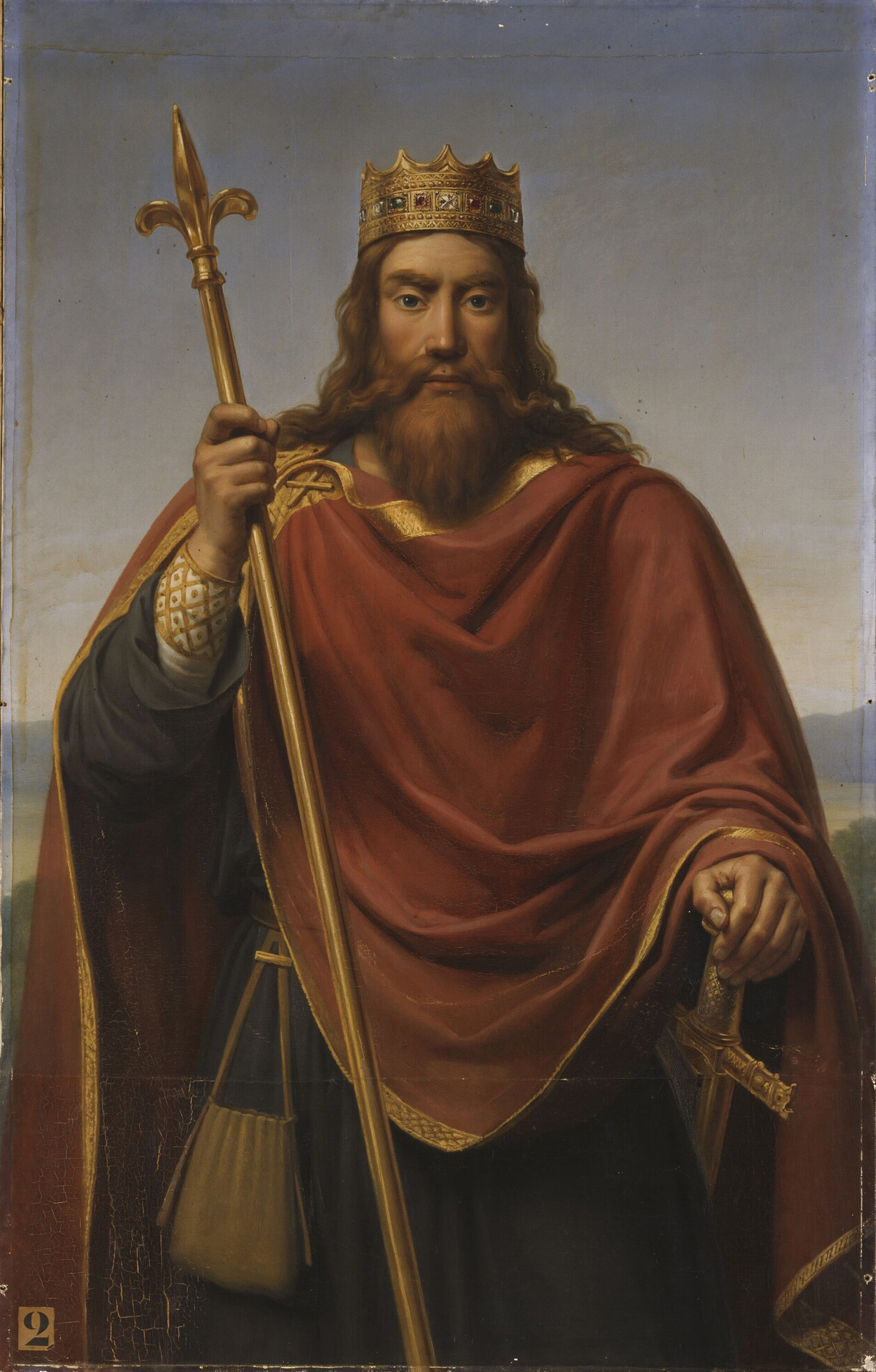
メロヴィング朝フランク王国初代国王クローヴィス1世(466-511)没。ランスで戴冠し、パリを都とした最初の王。

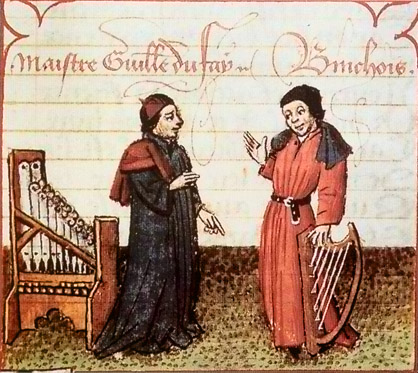
ルネサンス期の音楽家ギヨーム・デュファイ(左)(1400頃-1434)没。

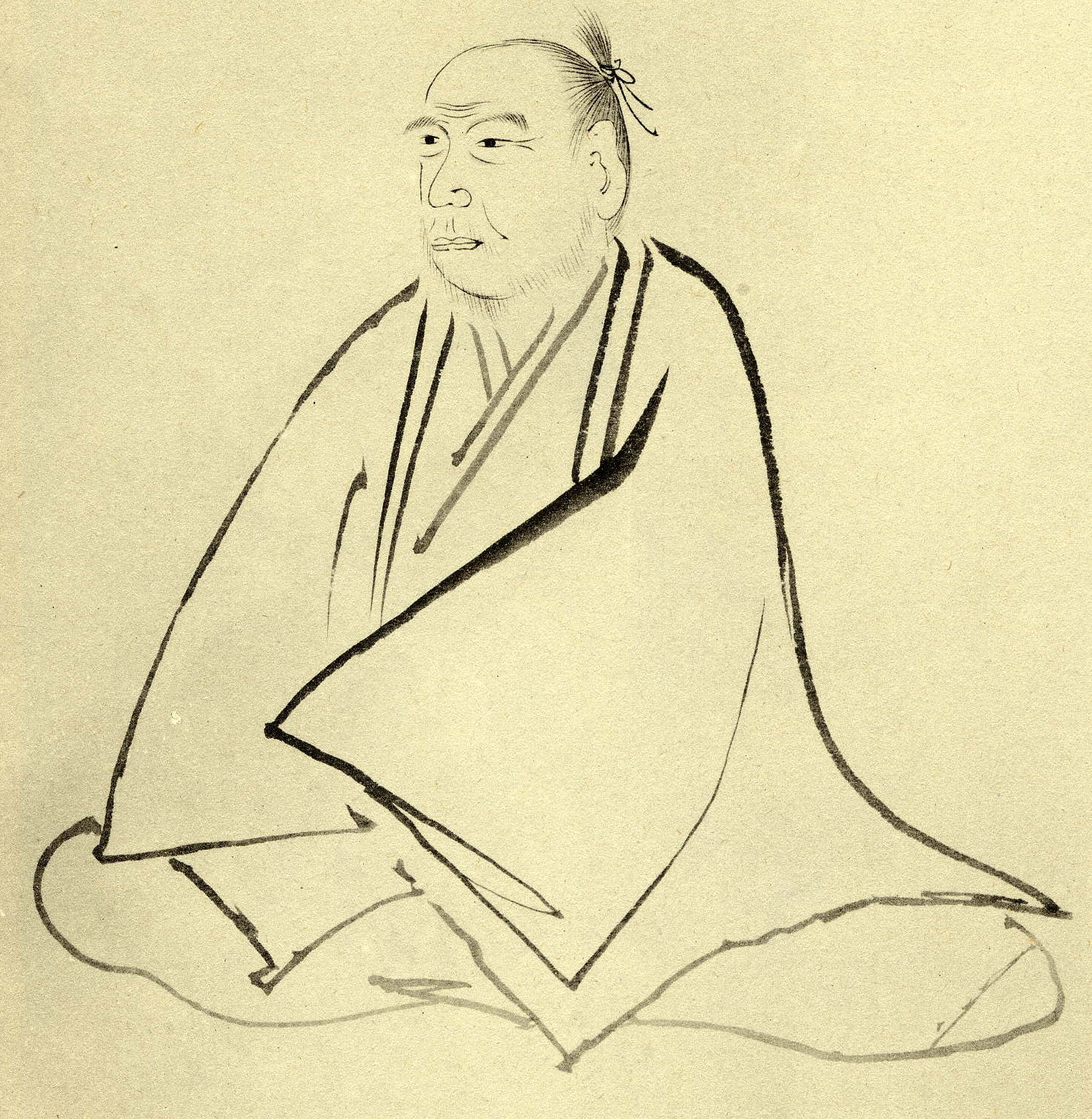
国学者、歌人賀茂真淵(1697-1769)没。

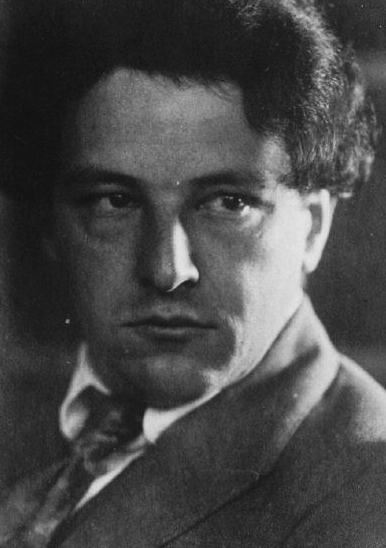
フランス6人組の1人作曲家アルテュール・オネゲル(1892-1955)没。

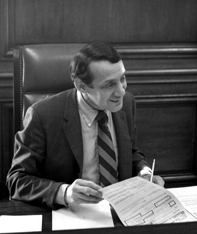
ゲイの権利活動家であったサンフランシスコ市議員ハーヴェイ・ミルク(1930-1978)没。

- 紀元前8年 - ホラティウス、詩人（* 紀元前65年）
- 450年 - ガッラ・プラキディア、ローマの皇族（* 390年頃）
- 511年 - クローヴィス1世、フランク王（* 466年）
- 835年 - ムハンマド・タキー、シーア派12イマーム派のイマーム（* 811年）
- 1002年（長保4年10月21日）- 慶滋保胤、平安時代の文人（* 931年頃）
- 1198年 - コスタンツァ、シチリア女王（* 1154年?）
- 1494年 - ギヨーム・デュファイ、作曲家（* 1400年頃）
- 1570年 - ヤーコポ・サンソヴィーノ、建築家（* 1486年）
- 1592年（文禄4年10月24日）- 中川秀政、戦国武将（* 1568年）
- 1680年 - アタナシウス・キルヒャー、博学者（* 1602年）
- 1714年（正徳4年10月21日）- ジョヴァンニ・バッティスタ・シドッティ、日本に潜入したカトリック司祭（* 1668年）
- 1754年 - アブラーム・ド・モアブル、数学者（* 1667年）
- 1769年（明和6年10月30日）- 賀茂真淵、国学者（* 1697年）
- 1785年（天明5年10月26日）- 細川重賢、第8代肥後熊本藩主（* 1721年）
- 1852年 - エイダ・ラブレス、世界最初のプログラマ（* 1815年）
- 1875年 - リチャード・キャリントン、天文学者（* 1826年）
- 1884年 - ファニー・エルスラー、バレエダンサー（* 1810年）
- 1888年 - 大河内信古、第7代三河吉田藩主、大坂城代（* 1829年）
- 1895年 - アレクサンドル・デュマ、劇作家（* 1824年）
- 1908年 - アルベール・ゴードリー、地質学、古生物学者（* 1827年）
- 1916年 - エミール・ヴェルハーレン、詩人（* 1855年）
- 1934年 - ベビーフェイス・ネルソン、ギャング（* 1908年）
- 1943年 - 池田不二男、音楽ディレクター、作曲家（* 1905年）
- 1945年 - 平生釟三郎、文部大臣、実業家（* 1866年）
- 1953年 - ユージン・オニール、劇作家（* 1888年）
- 1955年 - アルテュール・オネゲル、作曲家（* 1892年）
- 1958年 - アルトゥール・ロジンスキ、指揮者（* 1892年）
- 1961年 - 津村謙、歌手（* 1923年）
- 1978年 - ハーヴェイ・ミルク、ゲイの権利活動家（* 1930年）
- 1981年 - ロッテ・レーニャ、歌手、女優（* 1898年）
- 1985年 - フェルナン・ブローデル、歴史学者（* 1902年）
- 1987年 - 灰山元治、元プロ野球選手（* 1912年）
- 1988年 - ジョン・キャラダイン、俳優（* 1906年）
- 1990年 - デヴィッド・ホワイト、俳優（* 1916年）
- 1991年 - ヴィレム・フルッサー、哲学者（* 1920年）
- 1991年 - ハリー・スミス、芸術家（* 1923年）
- 1991年 - 吉村よう、声優（* 1954年）
- 1994年 - フェルナンド・ロペス＝グラサ、作曲家（* 1906年）
- 1995年 - 高森玄、俳優、歌手（* 1941年）
- 1997年 - バック・レナード、野球選手（* 1907年）
- 1998年 - 三輪田勝利、元プロ野球選手、プロ野球スカウト（* 1945年）
- 1999年 - エリザベス・ヴァイニング、司書、作家、明仁第125代天皇の家庭教師（* 1902年）
- 1999年 - ヒロ・マツダ、プロレスラー（* 1937年）
- 2000年 - 吉村公三郎、映画監督（* 1911年）
- 2002年 - 大野真弓、西洋史学者、横浜市立大学名誉教授（* 1907年）
- 2002年 - ビリー・バード、女優、声優（* 1908年）
- 2002年 - ヴォルフガング・プライス、俳優（* 1910年）
- 2002年 - エドウィン・L・メカム、政治家（* 1912年）
- 2002年 - スタンリー・ブラック、音楽家（* 1913年）
- 2002年 - 後藤康男、実業家、元安田火災海上保険（現損害保険ジャパン）社長（* 1923年）
- 2002年 - 大庭脩、歴史学者（* 1927年）
- 2003年 - 新井正明、実業家、元住友生命保険社長、松下政経塾理事長（* 1912年）
- 2003年 - 都筑道夫、推理作家（* 1929年）
- 2003年 - 相川浩、フリーアナウンサー、大学教授（* 1933年）
- 2005年 - 脇田和、洋画家、東京藝術大学名誉教授（* 1908年）
- 2005年 - フランツ・シェーンフーバー、ネオナチ指導者（* 1923年）
- 2005年 - 岩村昇、元神戸大学医学部教授（* 1927年）
- 2006年 - 宮内國郎、作曲家（* 1932年）
- 2007年 - 鵜川昇、 教育者、元桐蔭横浜大学学長、桐蔭学園理事長（* 1920年）
- 2007年 - ロバート・ケード、医師、ゲータレード開発者（* 1927年）
- 2007年 - セシル・ペイン（Cecil Payne）、ジャズ音楽家（* 1927年）
- 2007年 - 和田龍幸[14]、日本経団連初代事務総長（* 1937年）
- 2007年 - ショーン・テイラー、フットボール選手（* 1983年）
- 2008年 - 俵萌子、評論家（* 1930年）
- 2008年 - 松村準平、実業家、福岡放送・熊本県民テレビ元社長（* 1934年）
- 2009年 - ジャック・バラティエ、映画監督、脚本家（* 1918年）
- 2009年 - ジュヌヴィエーヴ・ジョワ 、ピアニスト（* 1919年）
- 2009年 - 杉岡洋一、医学者、第20代九州大学総長（* 1932年）
- 2009年 - 根来広光、元プロ野球選手（* 1936年）
- 2009年 - ナレンダ・マン・シン、サッカー選手（* 1958年）
- 2011年 - ケン・ラッセル、映画監督（* 1927年）
- 2011年 - ガリー・スピード、元サッカー選手、サッカー指導者（* 1969年）
- 2011年 - 津曲義光、元航空自衛官、第27代航空幕僚長（* 1946年）
- 2012年 - マービン・ミラー、MLB選手会会長（* 1917年）
- 2013年 - 曻地三郎、教育者、教育学者、しいのみ学園創設者（* 1906年）
- 2013年 - 海江田鶴造、政治家、警察官僚（* 1923年）
- 2013年 - ニウトン・サントス、元サッカー選手（* 1925年）
- 2013年 - 三重野栄子、政治家（* 1926年）
- 2013年 - 難波靖治、ラリードライバー、実業家、ニッサン・モータースポーツ・インターナショナル（NISMO）初代社長（* 1929年）
- 2013年 - 矢部幸一、実業家、北海土建工業社長、馬主（* 1938年）
- 2014年 - P・D・ジェイムズ、推理作家（* 1920年）
- 2014年 - 江口一雄、政治家（* 1937年）
- 2014年 - 松本健一、評論家、思想家、作家（* 1946年）
- 2016年 - 太田富雄、脳神経外科医、大阪医科大学名誉教授（* 1931年）
- 2016年 - 糠谷真平、官僚、元経済企画事務次官（* 1941年）
- 2017年 - 諸熊奎治、理論化学者（* 1934年）
- 2017年 - 島多代、絵本、児童書研究家、元国際児童図書評議会会長（* 1937年）
- 2018年 - 辻村真人、声優（* 1930年）
- 2019年 - 田中達夫、元プロ野球選手（* 1927年）
- 2019年 - 竹盛天雄、近代文学研究者、早稲田大学名誉教授（* 1928年）
- 2019年 - ジェグォン・キム、哲学者、ブラウン大学名誉教授（* 1934年）
- 2019年 - 中野三敏、文学者、九州大学名誉教授（* 1935年）
- 2019年 - ハー・ヴァン・タン、考古学者、歴史学者（* 1937年）
- 2019年 - 坂東武郎[15]、実業家、元日本金属社長（* 1938年または1939年）
- 2019年 - ゴッドフリー・ガオ、俳優、モデル（* 1984年）
- 2020年 - 熊切圭介、写真家、元日本写真家協会会長（* 1934年）
- 2020年- 一峰大二、漫画家（* 1935年）
- 2020年 - 船場太郎、コメディアン、政治家（* 1939年）
- 2020年 - トニー・シェイ、実業家、起業家、ザッポス創業者（* 1973年）
- 2021年 - 中村貴之、歌手、ギタリスト（NSP）（* 1953年）
- 2022年 - 崔洋一、映画監督、脚本家、俳優（* 1949年）
- 2024年 - 猪口孝、国際政治学者（* 1944年）
- 2024年 - マイティ井上、プロレスラー（* 1949年）

## 記念日・年中行事
- 更生保護記念日（ 日本）
  - 1952年11月27日、東京・日比谷で開かれた更生保護大会において、同大会を記念して「司法保護記念日」（9月13日）と「少年保護デー」（4月17日）を統合して制定。
- いい鮒の日（ 日本）
  - 「い(1)い(1)ふ(2)な(7)」の語呂合わせ。茨城県の古河鮒甘露煮組合が制定。
- あいち県民の日（ 日本）
  - 明治5年（1872年）11月27日に当時の愛知県と額田県が合併して現在の愛知県県域が確定したことにちなみ、2022年12月23日に制定[16]。
- ガメラの日（ 日本）
  - 1965年11月27日に『大怪獣ガメラ』が公開されたことにちなむ[17][18]。平成3部作でガメラを演じた大橋明はガメラの演技においてブルース・リーを参考にしており、「ガメラの日」とブルース・リーの誕生日が同じ日であることに触れている[19]。
- ノーベル賞制定記念日
  - 1895年11月27日にスウェーデンの化学者アルフレッド・ノーベルが、自分がダイナマイトで得た財産を人類の平和に寄付するという遺言状を書いたことに由来。